# Lars Patrick Berg
Lars Patrick Berg (nascido em 22 de janeiro de 1966 em Frankfurt) é um político alemão da Alternativa para a Alemanha que está servindo como membro do Parlamento Europeu.